# Schwarzenburg (plaats)
Schwarzenburg is een plaats in de Zwitserse gemeente Schwarzenburg en is de hoofdplaats van het gelijknamige district Schwarzenburg.
Van oudsher is Schwarzenburg een etappeplaats op de Jacobsroute voor pelgrims die vanaf de abdij van Einsiedeln komen.